# Astrotricha
- Commons
- Wikispecies

Astrotricha é um género botânico pertencente à família Araliaceae.

## Espécies
- Astrotricha asperifolia F.Muell. ex Klatt
- Astrotricha biddulphiana F.Muell.
- Astrotricha brachyandra A.R.Bean
- Astrotricha cordata A.R.Bean
- Astrotricha crassifolia Blakely
- Astrotricha floccosa DC.
- Astrotricha glabra Domin
- Astrotricha hamptonii F.Muell.
- Astrotricha intermedia A.R.Bean
- Astrotricha latifolia Benth.
- Astrotricha ledifolia DC.
- Astrotricha linearis A.Cunn. ex Benth.
- Astrotricha longifolia Benth.
- Astrotricha obovata Makinson
- Astrotricha obtusifolia Gand.
- Astrotricha parvifolia N.A.Wakef.
- Astrotricha pauciflora A.R.Bean
- Astrotricha pterocarpa Benth.
- Astrotricha roddii Makinson
- Astrotricha umbrosa A.R.Bean